# Шабельский, Сергей Иванович
Сергей Иванович Шабельский (25 марта 1885, Харьков — 12 июня 1956, Алма-Ата) — советский композитор, дирижёр, пианист, заслуженный деятель искусств Казахской ССР (1954).

## Биография
В 1903 году окончил Харьковскую гимназию, в 1903-1906 годах учился на юридическом факультете Петербургского университета, в 1904-1909 годах изучал теорию музыки и композицию (класс профессора Н. А. Соколова).
С 1930 года жил и работал в Алма-Ате дирижёром оркестра Казахского театра драмы. В 1936-1942 годах — пианист эстрадного оркестра, в 1944-1949 годах — руководитель музыкального отдела киностудии «Казахфильм». С 1948 года преподавал инструментовку в Алма-Атинской консерватории.
Деятельность Шабельского благоприятно повлияла на становление казахского профессионального музыкального искусства. Сочинял в основном в жанре камерно-инструментальной музыки. Его основные произведения — «Казахская сюита», симфоническая поэма «Казахстан» (совместно с Л. А. Хамиди), «Алатау», «Той бастар», два квартета на основе казахского фольклора («Памяти Амангельды», «Памяти Абая») и другие. В этих произведениях Сергей Шабельский умело сочетал казахский национальный музыкальный фольклор и достижения русской классической симфонии. Также Шабельским была написана музыка к спектаклям «Ночные раскаты», «Каракыпчак Кобланды», «Акан Сере — Актокты», «Козы Корпеш — Баян сулу».
Скончался 12 июня 1956 года, похоронен на Центральном кладбище Алматы.

## Источник
- Казахская ССР: краткая энциклопедия / Гл. ред. Р. Н. Нургалиев. — Алма-Ата: Гл. ред. Казахской советской энциклопедии, 1991. — Т. 4: Язык. Литература. Фольклор. Искусство. Архитектура. — С. 598. — 31 300 экз. — ISBN 5-89800-023-2.